# 直接販売
直接販売（ちょくせつはんばい、英: direct selling）は、生産者が、卸売業や小売業などの流通システムを介さずに、消費者（個人だけでなく法人も含む）に直接に販売することである。略す場合は直販や直売という。なお、あまり一般的な表現ではないが、経営学用語では"0段階チャネル"と呼ばれることもある。
産地では、生産者自らが生産した物を直接販売することは広く行われている。特に野菜や果物を生産する農家が畑の脇に販売所や無人販売所を設けて消費者に直接販売を行うことは広く行われている。せんべいやあられやパンの生産工場が、工場の隣接地あるいは工場敷地内に直売所を設けて直売を行うこともあり、通常の流通ルートでの価格よりお値打ちな価格で販売している場合などは、価格に敏感な消費者が次々とやってきて繁盛していることは多い。工芸品の職人が、通常の卸売業者経由で販売することに加えて、家族などの助けを借りて直売の店舗を運営することもある。
道の駅には「直売所」が設けられ、地元の農家がとれたての野菜・果物などを自家で包装し価格および農家の個別コードを示すラベルを貼って持参し、農家が直売所の棚に自分の手で並べて販売しており、代金支払いだけは便宜的に直売所の共同レジで行われるが、経理としては農家ごとに別会計として処理されており、これも直売である。
生産者が自前のホームページに商品を掲載し、消費者から直接注文を受けて発送したり、直接的で恒常的な取引関係を結ぶことがあり（つまり、いわゆる「リピート客」や「お得意様」になることがあり）、1990年代後半ころから行われ、2020年代には広く行われている。これはネット直販とも呼ばれる。ネット直販は、物理的な店舗を設置しなくて済むので物理店舗の開店や運営の費用が不要である。ネット上にウェブサイト（ホームページ）を開設するだけなので、新規参入が容易である。物理的距離の影響を受けないので、全国いたるところから購入してもらえ、外国の消費者にも購入してもらえる。さらにネット通販は、"店舗の床面積"や"物理的な棚の幅や段数"という制約・制限が無く、展示できる商品の数に制限が無いので、膨大な種類のニッチな商品をサイトに掲載して販売することも可能で、一種一種は少量販売でも全体では大きな売上額となるロングテール効果を狙うビジネスも行うことが可能である。
コンピュータの市場ではデル社が、流通業者を排して直接販売方式で、しかも在庫を抱えず注文を受けてから生産を行うBTO方式（デル・ダイレクトモデル）で生産・販売を行うことで、消費者の購入価格を抑えめにすることを可能にし、販売台数が伸び、1980年代後半から1990年代にかけて急成長した。
金融においてもこの言葉が使われていることがあり、この場合には、投資信託を運用している会社が、直接消費者に対して投資信託の販売を行うことが意味されている。この際の直接販売は、通常ならば投資信託は販売会社を介して消費者が購入するのに対して、販売会社を通さずに販売をしていることから、運用会社が販売会社の役割を担うこととなっている。